# Limeyrat
Limeyrat är en kommun i departementet Dordogne i regionen Nouvelle-Aquitaine i sydvästra Frankrike. Kommunen ligger i kantonen Thenon som tillhör arrondissementet Périgueux. År 2022 hade Limeyrat 430 invånare.

## Befolkningsutveckling
Antalet invånare i kommunen Limeyrat
Referens:INSEE